# Ritratto di giovinetto
Il Ritratto di giovinetto è un dipinto a olio su tavola (85x61 cm) di Pontormo, databile al 1525-1526 circa e conservato a Palazzo Mansi a Lucca.

## Storia
L'opera è forse la più importante del nucleo di opere fiorentine che il granduca di Toscana Leopoldo II donò alla città di Lucca come compenso per le perdite dovute alle vendite delle collezioni di Carlo Ludovico di Borbone, già duca di Parma e Lucca, all'indomani dell'annessione del Ducato allo Stato toscano.

## Descrizione e stile
L'effigiato, da alcuni indicato in Alessandro de' Medici, duca di Firenze, si erge a mezza figura ammantato da una vaporosa casacca di uno sgargiante color rosso, messa sopra la giubba scura e la camicia bianca. La testa appare piccola, da adolescente, risaltando sullo sfondo scuro e al convergere delle linee di forza generato dall'andamento delle spalle. Lo sguardo è altero e concentrato verso lo spettatore, incorniciato da capelli ricci a caschetto e una berretta scura. Straordinario è il disegno della mano destra, poggiata su un ripiano nell'angolo inferiore.